# Makanne
Die Makanne sind eine ethnische Minderheit in Somalia. Sie leben um Beledweyne in der Region Hiiraan am Fluss Shabelle als Ackerbauern und sind als eine Art „Klienten“ mit den Badi Adde oder Badi Caddo, einem Clan der Hawiya-Somali, verbunden.
Sie stammen wohl – wie die Shidle und Kabole – von einer schwarzafrikanischen Bevölkerung ab, die bereits vor den Somali in jenem Gebiet gelebt hat. Dieser Bevölkerung sollen sich im Laufe der Zeit entflohene und freigelassene Sklaven angeschlossen haben. Sie alle werden von den Somali anhand körperlicher Merkmale als unterschiedlich betrachtet und als Jarir („harthaarig“ oder „kraushaarig“ im Gegensatz zu „weichhaarig“ für Somali) bezeichnet.
Zum Teil werden die Makanne in die Sammelbezeichnung „Somalische Bantu“ miteinbezogen, die seit den 1990er Jahren vor allem für die Nachfahren von Bantu-Sklaven und in weiterem Sinne für sämtliche schwarzafrikanischen Minderheitengruppen in Somalia gebräuchlich ist. Es ist jedoch unklar, ob sie ursprünglich bantusprachig waren. Manche  Makanne lehnen es ab, als „Bantu“ bezeichnet zu werden, da sie der Ansicht sind, nie eine Bantusprache gesprochen zu haben. Heute sprechen sie Standard-Somali.